# 230-й скоростной бомбардировочный авиационный полк
230-й скоростной бомбардировочный авиационный полк (230-й сбап) — авиационный полк бомбардировочной авиации, принимавший участие в Великой Отечественной войне.

## Наименование полка
В различные годы своего существования полк имел наименования:
- 230-й скоростной бомбардировочный авиационный полк (с 15.08.1940 г.)
- 230-й бомбардировочный авиационный полк;
- 230-й штурмовой авиационный полк (с 27.07.1942 г.)
- 130-й гвардейский штурмовой авиационный полк (с 03.09.1943 г.)
- 130-й гвардейский Краснознамённый штурмовой авиационный полк (с 25.11.1944 г.)
- 130-й гвардейский Братиславский Краснознамённый штурмовой авиационный полк (с 17.05.1945 г.)
- 642-й гвардейский Братиславский Краснознамённый штурмовой авиационный полк (642 гв. шап) (с 10.01.1949 г.)
- 642-й гвардейский Братиславский Краснознамённый истребительно-бомбардировочный авиационный полк (642-й оибап) (с 11.04.1956 г.)
- 642-й отдельный гвардейский авиационный Братиславский Краснознамённый истребительно-бомбардировочный полк первой линии (642-й ибап) (с 11.04.1960 г.)
- 642-й отдельный гвардейский авиационный Братиславский Краснознамённый полк истребителей-бомбардировщиков (642 гв. оапиб) (с ноября 1976 г.)
- 642-й гвардейский авиационный Братиславский Краснознамённый полк истребителей-бомбардировщиков (642 гв. апиб) (с апреля 1984 г.)
- 642-й гвардейский авиационный Братиславский Краснознамённый истребительный авиационный полк (642 гв. иап) (с сентября 1990 г.)

## Формирование полка
15 августа 1940 году в городе Ростове-на-Дону при ВВС Северо-Кавказского военного округа начал формироваться 230-й скоростной бомбардировочный авиационный полк 5-эскадрильного состава. Окончание формирования полка — 1 ноября 1940 года. Командование полка: командир полка подполковник Брюханов, заместитель командира по политической части полковой комиссар Никульшин, заместитель командира полка капитан Канатов, начальник штаба полка капитан Паркин.
1 ноября является годовым праздником «День полка».

## Преобразование полка
230-й скоростной бомбардировочный авиационный полк 27 июля 1942 года переформирован в 230-й штурмовой авиационный полк 3-х эскадрильного состава на самолётах Ил-2 с мотором АМ −38.

## В действующей армии
В составе действующей армии:
- с 6 сентября 1941 года по 23 апреля 1942 года, всего 229 дней.

## Командование

### Командиры полка

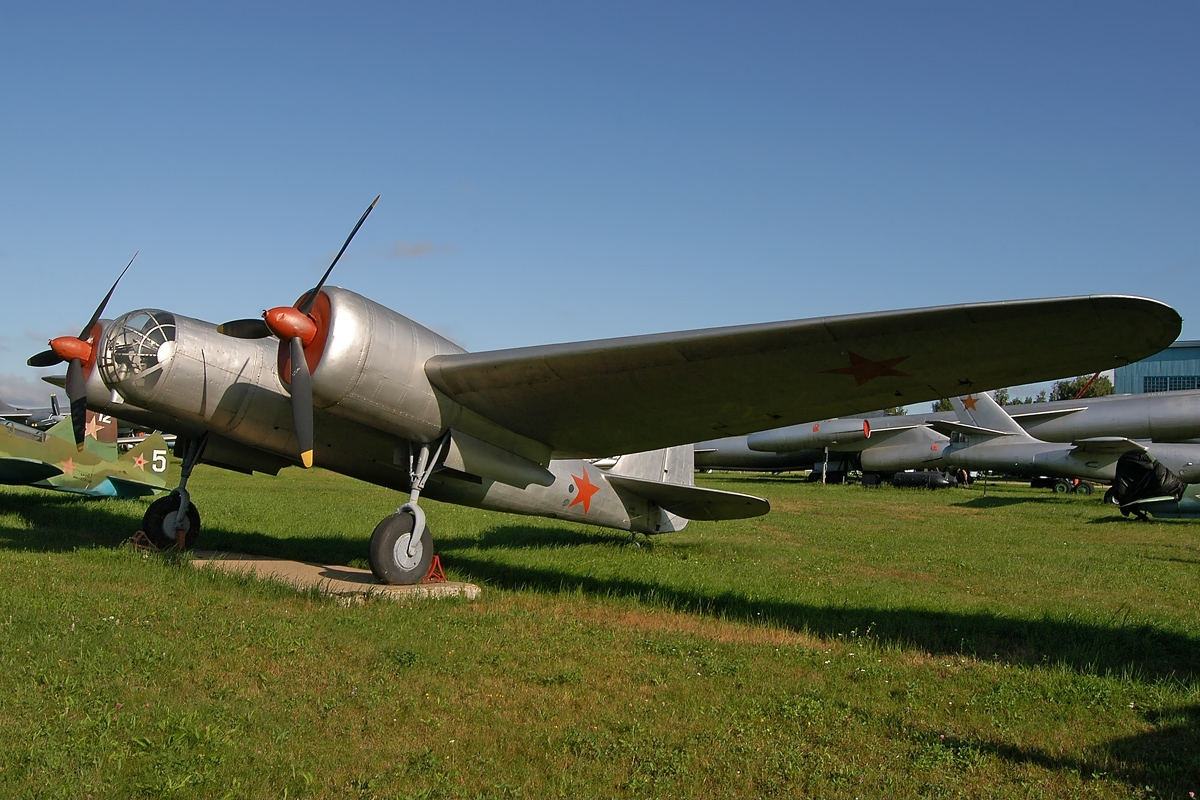
Самолёт СБ (АНТ-40-Ар-2-СБ)

- подполковник Брюханов, период нахождения в должности: 01.11.1940 г. — 06.09.1941 г. Занимался формированием полка, подготовкой лётного состава к ведению боевых действий.
- майор Александр Иванович Канатов, период нахождения в должности: с 06.09.1941 г. — 17.02.1942 г. Командир 230-го скоростного бомбардировочного авиаполка Канатов Александр Иванович погиб на взлёте при вылете на боевое задание ночью 17 февраля 1942 г. вследствие ошибки пилотирования во время набора высоты в районе аэродрома. (Погиб экипаж в составе: командир полка майор А. И. Канатов, штурман полка майор Н. С. Бронников, стрелок-радист ст. сержант Ф. М. Гостев. Похоронены в с. Покровское, Ворошиловградской области).
- гвардии полковник Макар Зиновьевич Гребень, период нахождения в должности: 17.02.1942 — 09.1943 г.,09.12.1943 — 09.05.1945 г., командир полка, прошедший весь период войны со своим полком. Нахождение в должности имело перерыв в 2 месяца, связанный со сбитием самолёта командира во время проведения вылета на боевое задание.

### Военные комиссары, заместители командира полка по политической части
- старший батальонный комиссар Греков Евгений Николаевич, период нахождения в должности: с 06 сентября 1941 года по 20 февраля 1942 года
- Батальонный комиссар, Майор Панкин Фёдор Прокофьевич
- Батальонный комиссар Темяшев Николай Яковлевич, с 23.05.1942 г. по 28.07.1942 г.

## В составе соединений и объединений
| Период        | Фронт (округ)                          | армия          | корпус | дивизия                            | примечание                                                                                            |
| ------------- | -------------------------------------- | -------------- | ------ | ---------------------------------- | --- |
| 01.10.1940 Г. | ВВС Северо-Кавказского военного округа |                |        |                                    | формирование полка, г. Ростов-на-Дону                                                                 |
| 05.05.1941 г. | ВВС Северо-Кавказского военного округа |                |        | 74-я авиационная дивизия           | город Сальск Ростовской области                                                                       |
| 05.09.1941 г. | Юго-Западный фронт                     |                |        | 14-я смешанная авиационная дивизия | г.Чугуев                                                                                              |
| 01.11.1941 г. | Юго-Западный фронт                     |                |        | 75-я смешанная авиационная дивизия | г.Купянск                                                                                             |
| 02.11.1941 г. | Юго-Западный фронт                     |                |        | 75-я смешанная авиационная дивизия | д. Целуйково, Ворошиловградской области                                                               |
| 27.01.1942 г. | Юго-Западный фронт                     |                |        | 75-я смешанная авиационная дивизия | д. Покровская, Ново-Троицкого района, Харьковской области                                             |
| 20.02.1942 г. | Юго-Западный фронт                     | ВВС 38-й Армии |        |                                    | д. Буденовка, Двуреченского района, Харьковской области                                               |
| 23.04.1942 г. | Юго-Западный фронт                     | ВВС 38-й Армии |        |                                    | полк выведен на укомплектование и переучивание в тыл в составе: боевых самолётов — 16, экипажей — 14. |
| 10.05.1942 г. | ВВС Южно-Уральского военного округа    |                |        |                                    | г.Орск.                                                                                               |
| 27.06.1942 г. | ВВС Южно-Уральского военного округа    |                |        |                                    | г.Соль-Илецк.                                                                                         |

## Участие в операциях и битвах
- Битва под Киевом (Киевская стратегическая оборонительная операция), с 7 июля по 26 сентября 1941 года
- Киевско-Прилуцкая оборонительная операция, с 20 августа по 26 сентября 1941 года
- Сумско-Харьковская оборонительная операция, с 1 октября 1941 года по 29 октября 1941 года
- Барвенковско-Лозовская операция, с 18 января по 31 января 1942 года
- Донбасская оборонительная операция, с 29 сентября — 4 ноября 1941 года
- Ростовская оборонительная операция, с 5 ноября 1941 года по 16 ноября 1941 года
- Калининская наступательная операция, с 5 декабря 1941 года по 7 января 1942 года
- Клинско-Солнечногорская наступательная операция, с 6 декабря 1941 года по 25 декабря 1941 года
- Елецкая наступательная операция, с 6 декабря 1941 года по 16 декабря 1941 года
- Тульская наступательная операция, с 6 декабря 1941 года по 16 декабря 1941 года
- Калужская наступательная операция, с 17 декабря 1941 года по 5 января 1942 года
- Наро-Фоминская оборонительная операция, с 24 декабря 1941 года по 8 января 1942 года

## Статистика боевых действий
За период участия в боевых действиях с 06 сентября 1941 года по 09 апреля 1942 года полк в составе 2-х эскадрилий (18 боевых самолётов СБ и 20 экипажей) проводил боевые действия против немецких захватчиков. Районы боевых операций: города Кременчуг, Хорол, Новомосковск, Белгород, Харьков, Полтава, Чугуев, Балаклея и другие.
За этот период полк участвовал в боях Юго-Западного фронта 215 дней и выполнил:
| Боевых вылетов | из них: днём | из них: ночью | Боевой налёт, часов | из них: днём, часов | из них ночью, часов |
| -------------- | ------------ | ------------- | ------------------- | ------------------- | ------------------- |
| 940            | 908          | 38            | 1402                | 1355                | 47                  |

Уничтожил:
| Уничтожено                      | Количество | Уничтожено                  | Количество | Уничтожено                           | Количество |
| ------------------------------- | ---------- | --------------------------- | ---------- | ------------------------------------ | ---------- |
| солдат и офицеров               | около 5205 | орудий разного калибра      | 49         | автомашин разных марок               | 1729       |
| танков, бронемашин              | 69         | пароконных повозок          | 303        | лошадей                              | 613        |
| переправ через реку             | 4          | мостов (понтонных, ж.д.)    | 12         | самолётов в воздухе                  | 4          |
| барж                            | 2          | артиллерийских складов      | 1          | ж.д. вагонов (платформ)              | 32         |
| зданий в опорных пунктах        | 441        | ангар                       | 1          | лесопильных заводов                  | 1          |
| разрушено жд полотно (в местах) | 41         | телеграф-телефонные провода | 8          | возникло очагов пожара на аэродромах | 10         |

## Отличившиеся воины
- Томашевский Иван Герасимович, лётчик полка, Указом Президиума Верховного Совета СССР от 13 апреля 1944 года за образцовое выполнение заданий командования на фронте борьбы немецко-фашистскими захватчиками и проявленные при этом мужество и героизм удостоен звания Героя Советского Союза будучи штурманом звена 25-го гвардейского ночного бомбардировочного Московского авиационного полка 2-й гвардейской ночной бомбардировочной авиационной Сталинградской дивизии. Золотая Звезда № 1308.

## Период переучивания и укомплектования
На основании приказа Заместителя Народного Комиссара Обороны Жигарева от 07.04.1942 г. полк прекратил боевые действия и направлен в тыл для полного укомплектования и переучивания. Место назначения — город Орск Чкаловской области. Полк передал 10-му гвардейскому бомбардировочному авиационному полку: два командира звена, весь рядовой лётный состав, 30 человек технического состава; самолётов: боевых СБ — 17, учебно-боевых СБ — 1 (УСБ), учебных — 1 (У-2).
Перебазирование происходило в период с 23 апреля по 10 мая 1942 года железнодорожным эшелоном по маршруту: ст. Двуречная, Валуйки, Касторное, Воронеж, Лиски, Балашов, Пенза, Куйбышев, Уфа, Челябинск, Троицк, Орск. Протяжённость маршрута — 2500 км. 10 мая 1942 года полк прибыл в распоряжение Начальника авиагарнизона в составе ВВС Южноуральского военного округа. 23 мая 1942 года полк начал переучивание.
27.07.1942 г. 230-й скоростной бап переформирован в 230-й штурмовой авиационный полк 3-х эскадрильного состава, на самолётах Ил-2 с мотором АМ−38.
28 июля 1942 года приказом Командующего ВВС Южно-Уральского военного округа генерал-майора Зайцева № 0176 от 27.07.1942 г.:
- стрелки-бомбардиры, стрелки-радисты, несколько лётчиков откомандированы в 93-й бомбардировочный авиационный полк (город Казань, город Иваново);
- командир, штаб, лётный и технический состав убыл в город Куйбышев в распоряжение командира 1 ЗАБ для переучивания на новый самолёт Ил-2.

01 августа 1942 года полк полностью переучился на ночной скоростной бомбардировочный полк: прошёл курс «слепой подготовки» и программу ночной подготовки на самолёте СБ. За период переучивания с 23 мая 1942 года по 28 июля 1942 года полк произвёл: полётов — 840, налёт составил 255 часов, из них: днём: полётов — 629, налёт — 212 часов; ночью: полётов — 211, налёт — 43 часа.
Самолёты СБ сданы в 136-й бомбардировочный авиационный полк, имущество и запчасти в 712-й ОБАТО.

## Типы самолётов, состоящие на вооружении полка
- 1940—1942 гг. СБ (при формировании СБ-РК или АР-2)